# Йоунсбоук
Йоунсбоук (исл. Jónsbók; исландское произношение: [ˈjounsˌpoukː]) — сборник правовых норм средневековой Исландии, датированный 1281 годом, древнейший исландский правовой кодекс. Является одним из основных письменных источников исландского права после перехода Исландии под власть норвежской короны в 1262-64 годах. Происхождение Йоунсбоук связано с деятельностью исландско-норвежского законоговорителя Йона Эйнарссона (умер в 1306). Книга написана на древнеисландском языке. Йоунсбоук стал основой исландского законодательства и сохранял своё значение в течение следующих четырёх столетий, до тех пор, пока 28 июля 1662 года на территории Исландии де-факто не стали действовать датские и норвежские законы.
Является главным источником для изучения правовых, социальных и экономических отношений Исландии времен позднего Средневековья. Книга сыграла важную роль в формировании правового сознания исландской нации и стала одной из самых влиятельных книг в правовой и культурной истории Исландии.

## Состав
Йоунсбоук содержит нормы уголовного, обязательственного, наследственного, семейного и процессуального права и состоит из следующих глав (главы или или их части, выделенные жирным шрифтом, все ещё являются действующими нормами современного исландского права):
1. Þingfararbálkur (рус. Публичное право)
2. Kristinn réttur og konungserfðir (рус. Христианское право и королевское наследование)
3. Konungsþegnskylda (рус. Обязанности королевской власти)
4. Mannhelgi (рус. Личное право)
5. Kvennagiftingar (рус. Права женщин в браке)
6. Erfðatal (рус. Права наследования)
7. Framfærslubálkur (рус. )
8. Landabrigðabálkur (рус. Землеустройство)
9. Búnaðarbálkur eða landsleigubálkur (рус. Скотоводство и землепользование)
10. Rekabálkur (рус. Береговое право)
11. Kaupabálkur (рус. Торговое право)
12. Farmannalög (рус. Морское право)
13. Þjófabálkur (рус. Уголовное право)

## Йоунсбоук сегодня
Де-юре некоторые положения Йоунсбоука остались действительны до нынешнего времени и, тем самым, являются старейшими законами действующими в Исландии (за исключением «Закона о правах христиан» епископа Арни Торлакссона от 1275 года). Правовые нормы Йоунсбоук (около 1/8 части правовых норм от издания Йоунсбоук 1904), которые всё ещё применяются, достаточно обширны и охватывают всё — от защиты животных и сбора водорослей на побережье до наказания за воровство и причинение физического вреда.
По мнению председателя парламентского комитета по кодификации исландского права:

Очевидно, что есть юридические нормы, которые можно без вреда удалить, они не представляют особого интереса и не приносят никакого вреда, но некоторые из них производят забавное впечатление реликта прошлого. Правовые нормы Йоунсбоука от 1281 года являются уникальными в современном законодательстве сегодня и их сохранение будет напоминать нам о долгой истории Альтинга как древнейшего законодательного учреждения.
Оригинальный текст (исланд.)Þótt ljóst sé að þar sé að finna ákvæði sem að skaðlausu má fella niður eru þau ekki mikil að vöxtum, né heldur til neins trafala, en setja sum hver skemmtilegan svip á safnið. Jónsbókarákvæðin frá 1281 munu vera alveg einstök í lagasafni nú á dögum og minna á langa sögu Alþingis sem löggjafarstofnunar.

Некоторые из положений Йоунсбоука берут свое начало ещё от юридических норм Эпохи саг — Исландии периода народовластия, которые были изложены в книге Граугаус (исл. Grágás). Таким образом, в исландском праве есть правовые положения, которые де-юре действуют с начала исландского заселения или, по меньшей мере, с момента создания исландского Альтинга в 930 году.
В то же время, несмотря на то, что законы из Йонсбоук есть в действующем Кодексе законов Исландии, их действительность всё же де-факто сомнительна ввиду отсутствия правоприменительной практики, то есть до тех пор, пока дело по какому-либо закону из книги не будет рассмотрено в современном исландском суде. Хотя суды судят по имеющимся законам, но иногда им необходимо определить фактическую действительность той или иной правовой нормы. Так, любой закон, принятый Альтингом, может быть признан судом недействительным, например, потому, что он или неконституционен, или идет вразрез с ныне существующими обычаями, или сложен для понимания обществом. Несомненно, что многие действующие положения Йоунсбоук, которым уже более 820 лет, не только сложны для понимания, но и противоречат Конституции Исландии и современным обычаям.

## Издания
Самая старая рукопись Йоунсбоук датируется 1300 годом (AM 134 4to), но самая красивая и хорошо сохранившаяся рукопись датируется 1363 годом и называется Скардбоук (исл. Skarðsbók; AM 350 fol.). Фотокопия Скардбоук была издана в 1981 году по случаю 700-летнего юбилея Йоунсбоук.
Впервые Йонсбок был напечатан в 1578 году в специально построенной печатной мастерской Хоулапрентасмидья, став первой книгой, напечатанной в Исландии. После этого в исландии книга печаталась несколько раз — в 1580, 1591 (Núpufellsbók), 1707, 1709, 1763 (датский перевод Эйиля Тоурхадльссона), 1858 (Akureyrarútgáfan), 1885 (в книге «Norges gamle love»), 1904 (научное издание), 1934 (фотокопия 1578 года), 1981 (фотокопия Скардбоук) и 2004 (научное издание).